# Oxygonitis sericeata
Oxygonitis sericeata là một loài bướm đêm trong họ Noctuidae.